# Гусенко, Павел Яковлевич
Па́вел Я́ковлевич Гусе́нко (3 (16) июля 1914 — 20 сентября 1944) — гвардии капитан, командир эскадрильи, Герой Советского Союза, участник боев на Халкин-Голе, Советско-финской войны и Великой Отечественной войны.

## Биография
Гусенко Павел Яковлевич родился 3 (16) июля 1914 года в городе Екатеринослав. Окончил железнодорожный техникум, работал электриком на заводе. В 1936 году был призван в Красную Армию, в 1938 году окончил Ворошиловградскую военную авиационную школу.

### В Великой Отечественной войне
Участник Великой Отечественной войны с июня 1941 года.
Воевал на Волховском,Северо-Западном, Ленинградском, Калининском, Воронежском, Степном, 1-м и 2-м Украинских фронтах в составе 81-го гвардейского бомбардировочного авиационного полка (1-я гвардейская бомбардировочная авиационная дивизия, 2-й гвардейский бомбардировочный авиационный корпус (первого формирования), 5-я воздушная армия). Прошёл путь от командира звена до командира эскадрильи бомбардировщиков-пикировщиков. Совершил порядка 200 боевых вылетов, в результате которых уничтожил много живой силы и техники противника.
2 июня 1944 года командир полка представил П. Я. Гусенко к присвоению звания Героя Советского Союза. Указом Президиума Верховного Совета СССР от 26 октября 1944 года за образцовое выполнение боевых заданий командования на фронте борьбы с немецко-фашистскими захватчиками и проявленные при этом отвагу и мужество гвардии капитану Гусенко Павлу Яковлевичу было присвоено звание Героя Советского Союза.
Но герой не дожил до этого дня. 20 сентября 1944 года при нанесении бомбового удара в районе железнодорожного узлу города Прешов его самолёт был подбит огнём зенитной артиллерии противника. Гусенко пытался увести горящий самолёт к своим, но, увидев невозможность выполнения данного плана, направил его на вражеский эшелон и погиб смертью героя. Похоронен в посёлке Залесе Жешувского уезда (Польша). 27 сентября 1944 года за совершённый подвиг был повторно представлен к званию Героя Советского Союза. По этому представлению награждён орденом Отечественной войны I степени (приказ 2-й воздушной армии № 18/н от 30 августа 1946 года).

## Награды
- Медаль «Золотая Звезда»;
- орден Ленина;
- два Ордена Красного Знамени;
- два Ордена Отечественной войны 1-й степени.

## Память
- Именем Героя названа улица в Днепре.
- Мемориальная доска на здании школы в Днепре.
- Мемориальная доска на здании железнодорожного техникума в Днепре.
- Навечно зачислен в списки воинской части.

## Примечание
1. ↑  Наградной лист в электронном банке документов «Подвиг народа» (архивные материалы ЦАМО. Ф. 33. Оп. 793756. Д. 12. Л. 290).
2. ↑  Наградной лист в электронном банке документов «Подвиг народа» (архивные материалы ЦАМО. Ф. 33. Оп. 686196. Д. 5352. Л. 25).